# Harriette Simpson Arnow
Harriette Simpson Arnow, ursprünglich nur Harriette Simpson, (* 7. Juli 1908 in Wayne County, Kentucky; † 22. März 1986) war eine US-amerikanische Autorin.

## Leben
Harriette Simpson veröffentlichte 1936 ihren ersten Roman Mountain Path, der auf ihre Erfahrungen als Lehrerin basiert.
1939 heiratete sie Harold B. Arnow, ein Sohn jüdischer Einwanderer. Fortan hieß Harriette mit zweitem Nachnamen Arnow. Sie lebten in Pulaski County (Kentucky) und Henriette arbeitete wieder als Lehrerin, bis beide 1944 in einen sozialen Wohnungsbau zogen. Ihr Buch Hunter's Horn wurde ein Bestseller und sie bekam einige Preise wie den Pulitzer-Preis.
1950 zogen sie nach Ann Arbor, Michigan. 1954 veröffentlichte sie ihr berühmtestes Werk The Dollmaker (Der Puppenmacher). Ihre letzten Werke waren The Weedkiller's Daughter (1970), The Kentucky Trace (1974) und Old Burnside (1977).

## Werke (Auswahl)
- Mountain Path (1936)
- Hunter's Horn (1949)
- The Dollmaker (1954)
- The Weedkiller's Daughter (1970)
- The Kentucky Trace (1974)
- Old Burnside (1977)